# Lijst van Formule 2-coureurs
De volgende coureurs hebben ten minste één start in de Formule 2 gemaakt vanaf 2017. Van actieve renners (seizoen 2025) zijn de namen vet afgedrukt. Ook staat er een lijst van coureurs die deelnamen tussen 2009 en 2012, en een lijst van coureurs die deelnamen in de originele periode tussen 1967 en 1984.
De lijst is bijgewerkt tot 6 maart 2025.

## 2017 - heden

### A
- Jack Aitken
- Alexander Albon
- Giuliano Alesi
- Andrea Kimi Antonelli
- Marcus Armstrong
- Paul Aron

### B
- Taylor Barnard
- Oliver Bearman
- David Beckmann
- Dino Beganovic
- Brad Benavides
- John Bennett
- René Binder
- Dorian Boccolacci
- Cem Bölükbaşı
- Gabriel Bortoleto
- Ralph Boschung
- Luke Browning

### C
- Tatiana Calderón
- Olli Caldwell
- Sérgio Sette Câmara
- Sergio Canamasas
- Johnny Cecotto jr.
- Franco Colapinto
- Stefano Coletti
- Amaury Cordeel
- Juan Manuel Correa
- Jak Crawford

### D
- Jehan Daruvala
- Alessio Deledda
- Louis Delétraz
- Jack Doohan
- Felipe Drugovich - Kampioen 2022
- Alex Dunne
- Joshua Dürksen

### E
- Max Esterson

### F
- Santino Ferrucci
- Enzo Fittipaldi
- Leonardo Fornaroli
- Antonio Fuoco
- Nirei Fukuzumi

### G
- Sean Gelael
- Luca Ghiotto
- Oliver Goethe
- Maximilian Günther

### H
- Isack Hadjar
- Dennis Hauger
- Anthoine Hubert
- Jake Hughes

### I
- Callum Ilott
- Matevos Isaakjan
- Ayumu Iwasa

### J
- Nabil Jeffri

### K
- Niko Kari
- Jordan King
- Niels Koolen

### L
- Nicholas Latifi
- Liam Lawson
- Arthur Leclerc
- Charles Leclerc - Kampioen 2017
- Arvid Lindblad
- Alessio Lorandi
- Christian Lundgaard

### M
- Arjun Maini
- Kush Maini
- Tadasuke Makino
- Gustav Malja
- Zane Maloney
- Christian Mansell
- Raffaele Marciello
- Artjom Markelov
- Josep María Martí
- Victor Martins
- Josh Mason
- Nobuharu Matsushita
- Nikita Mazepin
- Sami Meguetounif
- Roberto Merhi
- Gabriele Minì
- Ritomo Miyata
- Sebastián Montoya

### N
- Matteo Nannini
- Norman Nato
- Roy Nissany
- Lando Norris
- Clément Novalak

### O
- Zak O'Sullivan
- Patricio O'Ward

### P
- Álex Palou
- Gianluca Petecof
- Oscar Piastri - Kampioen 2021
- Pedro Piquet
- Théo Pourchaire - Kampioen 2023

### R
- Mahaveer Raghunathan
- Oliver Rowland
- George Russell - Kampioen 2018

### S
- Logan Sargeant
- Marino Sato
- Guilherme Samaia
- Mick Schumacher - Kampioen 2020
- Cian Shields
- Robert Shwartzman
- Sergej Sirotkin
- Roman Staněk

### T
- Daniel Ticktum
- Yuki Tsunoda
- Ryan Tveter

### V
- Richard Verschoor
- Frederik Vesti
- Rafael Villagómez
- Bent Viscaal
- Robert Vișoiu
- Jüri Vips
- Nyck de Vries - Kampioen 2019

### W
- Calan Williams

### Z
- Lirim Zendeli
- Zhou Guanyu

## 2009

### A
- José Luis Abadín
- Sergej Afanasjev
- Michail Aljosjin

### B
- Luciano Bacheta - Wereldkampioen 2012
- Benjamin Bailly
- René Binder
- Mirko Bortolotti - Wereldkampioen 2011
- Will Bratt
- Alex Brundle
- Samuele Buttarelli

### C
- Mauro Calamia
- James Cole
- Jack Clarke

### E
- Armaan Ebrahim
- Philipp Eng

### F
- Alex Fontana

### G
- Natacha Gachnang
- Fabio Gamberini
- Pietro Gandolfi
- Tom Gladdis
- Richard Gonda
- Victor Guerin

### H
- Ollie Hancock
- Tobias Hegewald
- Sebastian Hohenthal
- Jens Höing
- Hector Hurst

### I
- Carlos Iaconelli

### J
- Axcil Jefferies
- Johan Jokinen
- Julien Jousse

### K
- Henri Karjalainen
- Kourosh Khani
- Jordan King
- Natalia Kowalska
- Plamen Kralev
- Ajith Kumar

### L
- Jon Lancaster
- Benjamin Lariche

### M
- Mikkel Mac
- Nicola de Marco
- Mihai Marinescu
- Daniel McKenzie
- Kevin Mirocha
- Miquel Monrás
- Jason Moore
- Sung-Hak Mun

### P
- Jolyon Palmer
- Miloš Pavlović
- Ramón Piñeiro
- Edoardo Piscopo
- Markus Pommer

### R
- Paul Rees

### S
- Ivan Samarin
- Germán Sánchez
- Harald Schlegelmilch
- Max Snegirjov
- Kelvin Snoeks
- Andy Soucek - Wereldkampioen 2009
- Dean Stoneman - Wereldkampioen 2010
- Parthiva Sureshwaren
- Henry Surtees
- Thiemo Storz

### T
- Ricardo Teixeira
- Johannes Theobald
- Julian Theobald
- Mathéo Tuscher

### V
- Tristan Vautier
- Kazimieras Vasiliauskas

### W
- Robert Wickens

### Z
- Dino Zamparelli
- Christopher Zanella
- David Zhu

## 1967

### A
- Kenny Acheson
- Andrea de Adamich
- Giacomo Agostini
- Kurt Ahrens Jr.
- Michele Alboreto
- Philippe Alliot

- Luis de Almerana
- John L’Amie
- Chris Amon
- Alfred Amweg
- Elio De Angelis
- Manfred Anspann

- Mister Ariva
- René Arnoux
- Mika Arpiainen
- Richard Attwood

### B
- Tom Bagley
- Jorge de Bagration
- Ken Bailey
- Roy Baker
- Ariel Bakst
- Fulvio Ballabio
- Walter Baltisser
- Wink Bancroft
- Pasquale Barberio
- Patrick Bardinon
- Paolo Barilla
- Dick Barker
- Dieter Basche
- Eugenio Baturone
- Marie-Claude Beaumont
- Mike Beckwith
- Derek Bell
- Stefan Bellof
- Tom Belsø

- Jean-Pierre Beltoise - Europees kampioen 1968
- Franco Bernabei
- Aldo Bertuzzi
- Mike Beuttler
- Eddy Bianchi
- Gerd Biechteler
- Rolf Biland
- Hans Binder
- Roland Binder
- Gerry Birrell
- Graham Birrell
- Johnny Blades
- Jean Blanc
- Michael Bleekemolen
- Paul Blum
- Maxime Bochet
- Gino Bollinger
- Jo Bonnier
- Max Bonnin

- Warren Booth
- Claude Bourgoignie
- Thierry Boutsen
- Paolo Bozzetto
- Jack Brabham
- Willy Braillard
- Ernesto Brambilla
- Vittorio Brambilla
- Gianfranco Brancatelli
- Marco Brand
- Dieter Braun
- Don Briedenbach
- John David Briggs
- Helmut Bross
- Bernd Brutschin
- Harald Brutschin
- Hans-Georg Bürger
- John Burton
- Max Busslinger

### C
- Benedicto Caldarella
- Romeo Camathias
- Roberto Campominosi
- John Cannon
- John Cardwell
- Mario Casoni
- Roberto del Castello
- Johnny Cecotto
- Francesco Cerulli-Irelli
- Andrea de Cesaris
- François Cevert
- José Pedro Chateaubriand

- Eddie Cheever jr.
- André Chevalley
- Bernard Chevanne
- Werner Christmann
- Sandro Cinotti
- Jim Clark
- Juan Cochesa
- David Cole
- Alberto Colombo
- Enzo Coloni
- Derek Cook
- Enzo Corti

- Bruno Corradi
- Mike Costin
- Alain Couderc
- Jacques Coulon
- Piers Courage
- Chris Craft
- Paul Craven
- Jim Crawford
- Alain Cudini
- Brian Cullen

### D
- Guido Daccò
- Håkan Dahlqvist
- Patrik Dal Bo
- Richard Dallest
- Derek Daly
- Christian Danner
- Jochen Dauer
- Allan Deacon

- Hans Deffland
- Patrick Depailler - Europees kampioen 1974
- Willi Deutsch
- Bernard Devaney
- Stanley Dickens
- Norman Dickson
- Pierre Dieudonné
- Spartaco Dini

- José Dolhem
- Gerhard Donnerer
- Rad Dougall
- Bernard de Dryver
- Lian Duarte
- Jürg Dubler
- David Duffield

### E
- Guy Edwards
- Bruno Eichmann
- Vic Elford

- Eje Elgh
- Robert Ellice
- Harald Ertl

- Christian Ethuin
- Bob Evans

### F
- Corrado Fabi - Europees kampioen 1982
- Teo Fabi
- Pascal Fabre
- Carlo Facetti
- Roberto Farneti
- Jean-Claude Favre

- Laurent Ferrier
- Alain Ferté
- Michel Ferté
- Roberto Filannino
- Emerson Fittipaldi
- Wilson Fittipaldi Jr.

- Maurizio Flammini
- Andrew Fletcher
- Carlo Franchi
- Giorgio Francia
- Claudio Francisci
- Bruno Frey

### G
- Giuseppe Gabbiani
- Giancarlo Gagliardi
- Patrick Gaillard
- Divina Galica
- Helmut Gall
- Nanni Galli
- Frank Gardner
- Jo Gartner
- Peter Gaydon
- Günther Gebhardt

- Julian Gerard
- Peter Gethin
- Piercarlo Ghinzani
- Bruno Giacomelli - Europees kampioen 1978
- Alfonso Giordano
- Carlo Giorgio
- Fritz Glatz
- Tom Gloy
- Francisco Godia-Sales
- Mike Goth

- Ian Grob
- Harald Grohs
- Bill Gubelmann
- Miguel Ángel Guerra
- Roberto Guerrero
- Ami Guichard
- Sten Gunnarsson
- Malcolm Guthrie

### H
- Walter Habegger
- Henning Hagenbauer
- Armin Hahne
- Hubert Hahne
- Mike Hailwood - Europees kampioen 1972
- Cliff Hansen
- Brian Hart
- Bert Hawthorne

- Boy Hayje
- Brian Henton - Europees kampioen 1980
- Helmut Henzler
- Hans Heyer
- Graham Hill
- David Hobbs
- Ingo Hoffmann
- Howdy Holmes

- Sewi Hopfer
- Kazuyoshi Hoshino
- Markus Höttinger
- Markus Hotz
- Bob Howlings
- Günther Huber
- Denny Hulme
- James Hunt

### I
- Jacky Ickx - Europees kampioen 1967
- Tetsu Ikuzawa
- Chris Irwin
- Bill Ivy

### J
- Jean-Pierre Jabouille - Europees kampioen 1976
- Beat Jans
- Jean-Pierre Jarier - Europees kampioen 1973
- Carlos Jarque

- Jean-Pierre Jaussaud
- Max Jean
- Frank Jelinski
- Francy Jerancic

- Reinhold Joest
- Stefan Johansson
- Alan Jones

### K
- Tomas Kaiser
- Helmut Kalenborn
- Hiroshi Kazato
- Rupert Keegan
- Paul Keller
- Loris Kessel

- James King
- Charly Kiser
- Wolfgang Klein
- Helmuth Koinigg
- Franz Konrad
- Peter Korda

- Michael Korten
- Winfried Kottulinsky
- Mikko Kozarowitzky
- Motoharu Kurosawa
- Masami Kuwashima

### L
- Jacques Laffite - Europees kampioen 1975
- Jean-Louis Lafosse
- Chris Lambert
- Gernot Lamby
- Jan Lammers
- Robert Lamplough
- Xavier Lapeyre
- Oscar Larrauri
- Gérard Larrousse
- Niki Lauda

- Alo Lawler
- Graeme Lawrence
- Michel Leclère
- Geoff Lees - Europees kampioen 1981
- Gijs van Lennep
- Lamberto Leoni
- John Lepp
- Fredy Lienhard
- Jürg Lienhard
- Guy Ligier

- Werner Lindermann
- Freddy Link
- Stefano Livio
- Wolfgang Locher
- Osvaldo Abel López
- Ricardo Londoño
- Willy Lovato
- Klaus Ludwig
- Brett Lunger
- Arie Luyendyk

### M
- Arthur Mallock
- Ray Mallock
- Corrado Manfredini
- Nigel Mansell
- Enrique Mansilla
- Gaudenzio Mantova
- Roberto Marazzi
- Helmut Marko
- Bob Marsland
- Giancarlo Martini
- Pierluigi Martini
- Romano Martini
- Bo Martinsson
- Jochen Mass

- Kim Mather
- Keiji Matsumoto
- Pierre Maublanc
- François Mazet
- David McConnell
- Brendan McInerney
- Bruce McLaren
- Iain McLaren
- Graham McRae
- Chris Meek
- Hans Meier
- Arturo Merzario
- Jimmy Mieusset
- François Migault

- John Miles
- Roland Minder
- Sergio Mingotti
- Gerhard Mitter
- Fausto Morello
- Roberto Moreno
- Dave Morgan
- Silvio Moser
- Max Mosley
- Robert Muir
- Herbert Müller
- Timothy Musetti

### N
- Satoru Nakajima
- Alessandro Nannini
- Piero Nappi
- Piero Necchi
- Tiff Needell

- Brian Nelson
- Patrick Nève
- Lorenzo Niccolini
- John Nicholson
- John Nielsen

- Gunnar Nilsson
- Lionel Noghes
- Gunnar Nordström

### O
- Eric Offenstadt
- Jackie Oliver
- Anders Olofsson
- Guillermo Ortega

### P
- Carlos Pace
- Riccardo Paletti
- Torsten Palm
- Jonathan Palmer - Europees kampioen 1983
- Hans-Peter Pandur
- Jean-Pierre Paoli
- Guido Pardini
- Riccardo Patrese
- Luciano Pavesi
- Oscar Pedersoli
- Walter Pedrazza
- Alain Peltier

- Larry Perkins
- Xavier Perrot
- Henri Pescarolo
- Bruno Pescia
- Alessandro Pesenti-Rossi
- Ronnie Peterson - Europees kampioen 1971
- Pierre Petit
- Pino Pica
- Gianluigi Picchi
- Michel Pignard
- Roy Pike
- Gérard Pillon

- Didier Pironi
- Emanuele Pirro
- Axel Plankenhorn
- John Pollock
- Ferrante Ponti
- Adam Potocki
- Antonio Prado
- Alain Prost
- Tom Pryce
- David Purley

### Q
- Dieter Quester

### R
- Ian Raby
- Bobby Rahal
- Walter Raus
- Héctor Rebaque
- Brian Redman
- Tommy Reid
- Alan Rees
- Clay Regazzoni - Europees kampioen 1970
- Hervé Regout
- Carlos Reutemann

- Alex Dias Ribeiro
- Ettore Ricci
- Jeremy Richardson
- Kurt Rieder
- Jochen Rindt
- Richard Robarts
- Brian Robinson
- Philip Robinson
- Marco Rocca
- Pedro Rodríguez de la Vega

- Alan Rollinson
- Bertil Roos
- Keke Rosberg
- Carlo Rossi
- Huub Rothengatter
- Tony Rouff
- Hans Royer
- Carlos Ruesch
- Adrian Russell

### S
- Bob Salisbury
- Giovanni Salvati
- Roland Salomon
- Georges Schäfer
- Peter Scharmann
- Jody Scheckter
- Tim Schenken
- Peter Schindler
- Jean-Louis Schlesser
- Jo Schlesser
- Fredy Schnarwiler
- Werner Schommers
- Vern Schuppan
- Manfred Schurti
- Dave Scott
- Richard Scott
- Gabriele Serblin

- Chico Serra
- Johnny Servoz-Gavin - Europees kampioen 1969
- Jörg Siegrist
- Jo Siffert
- Willi Siller
- Mario da Silva
- Rob Slotemaker
- Paul Smith
- Moisés Solana
- Alex Soler-Roig
- Marc Sourd
- Stephen South
- Mike Spence
- Franco Spreafico
- Bartl Stadler
- Fred Stalder
- Wyatt Stanley

- Stanislao Sterzel
- Jackie Stewart
- Harry Stiller
- Siegfried Stohr
- Rolf Stommelen
- Eugen Strähl
- Philippe Streiff
- Hubert Striebig
- Hans-Joachim Stuck
- Patrick Studer
- Peter Stürtz
- Danny Sullivan
- Marc Surer - Europees kampioen 1979
- John Surtees
- Andy Sutcliffe

### T
- Patrick Tambay
- Marcel Tarrès
- Thierry Tassin
- Trevor Taylor

- Bernd Terbeck
- Danilo Tesini
- Mike Thackwell - Europees kampioen 1984
- Didier Theys

- Juan María Traverso
- Gianfranco Trombetti
- Duilio Truffo
- Cosimo Turizio

### U
- Hermann Unold

### V
- Colin Vandervell
- Jimmy Veitch

- Francesco Vento
- Gilles Villeneuve

- Emilio de Villota
- Jo Vonlanthen

### W
- Udo Wagenhauser
- Alistair Walker
- David Walker
- Mike Walker
- Tom Walkinshaw
- Hans Walther
- Klaus Walz
- Peter Wardle
- Derek Warwick

- John Marshall Watson
- Ted Wentz
- Hannelore Werner
- Peter Westbury
- Robin Widdows
- Adrian Wilkins
- Chris Williams
- Cyd Williams
- Jonathan Williams

- Peter Williams
- Roger Williamson
- John Wingfield
- Manfred Winkelhock
- Reine Wisell
- Bernhard Wissler
- Bob Wollek

### Y
- Gregg Young

### Z
- Severino Zampatti
- Ricardo Zunino

1967 ·
1968 ·
1969 ·
1970 ·
1971 ·
1972 ·
1973 ·
1974 ·
1975 ·
1976 ·
1977 ·
1978 ·
1979 ·
1980 ·
1981 ·
1982 ·
1983 ·
1984 ·

2009 ·
2010 ·
2011 ·
2012

2017 ·
2018 ·
2019 ·
2020 ·
2021 ·
2022 ·
2023 ·
2024 ·
2025

Lijst van coureurs